# 杷木町
杷木町（はきまち）は、福岡県の中南部に位置していた町で、朝倉郡に属していた。旧上座郡。
2006年3月20日、隣接する甘木市・朝倉町と対等合併し、朝倉市（あさくらし）となったため廃止された。旧杷木町域は「杷木××」として町名を残している。

## 地理
- 河川 ： 筑後川

## 歴史

### 古代
『延喜式』巻廿二には、筑前国上座郡の地名として、杷木の地名が既に見られる。同じく、『延喜式』巻廿八兵部省には駅の設置された地名に杷伎の名で登場し、大宰府から豊後への駅の一つが設置されていたと考えられる。杷木町の中心部にある杷木神籠石は、筑後川にせり出した尾根上にあり、高良山神籠石を視認出来ることから、古代交通の拠点を防衛する神籠石式山城と考えられる。

### 中世
杷木町を囲む尾根上に多くの山城が築造される。杷木神籠石上に築造された長尾城・鵜ノ木城は、大友宗麟と秋月種実の衝突の中で、秋月氏の出城として用いられている。

### 近現代
- 1889年4月1日 - 町村制施行に伴い上座郡池田村、白木村、林田村、穂坂村が合併し杷木村が発足。他に松末村・久喜宮村・志波村が発足。
- 1896年4月1日 - 上座郡・下座郡・夜須郡が統合され朝倉郡となる[1]。
- 1939年4月17日 - 町制施行し、杷木村が杷木町となる。
- 1951年4月1日 - 杷木町・松末村・久喜宮村・志波村が合併し、杷木町を新設。
- 1957年4月1日 - 朝倉郡朝倉村、浮羽郡吉井町と境界の一部を変更。
- 2006年3月20日 - 甘木市、朝倉町と合併し、朝倉市となり消滅。

## 行政
- 町長 ： 師岡幹治（最終代）

## 経済

### 産業
- 農業を中心とするが、町の南西部にある原鶴温泉に代表される観光業も盛んである。
- 道路交通の便を活かし、町の南東部に林田工業団地が造成された。

## 地域

### 教育

#### 保育所・幼稚園
- 杷木町立杷木保育所
- 杷木町立久喜宮保育所
- 杷木町立志波保育所
- 杷木町立松末保育所
- 杷木東幼稚園（私立）

#### 小学校
- 杷木町立杷木小学校
- 杷木町立久喜宮小学校
- 杷木町立志波小学校
- 杷木町立松末小学校

#### 中学校
- 杷木町立杷木中学校

#### 高等学校
- 福岡県立朝羽高等学校

## 交通

### 鉄道
町内に鉄道路線はないが、町の中心部に近い場所には久大本線の筑後大石駅がある。

### バス路線
町の中心部にある杷木バスターミナル（西鉄バス両筑杷木支社）から発着する。バスターミナルと杷木インターチェンジが近接しているため、高速バスは一度高速道路を出てバスターミナルに立ち寄る。

#### 高速バス
- ひた号 ： 福岡市 - 福岡空港 - 杷木 - 日田市
- サンライト号 ： 長崎市 - 杷木 - 大分市

#### 一般路線バス
- 西鉄バス両筑
- （現・西鉄バス二日市）
  - JR二日市駅 - 朝倉街道駅 - 筑前町 - 甘木市 - 朝倉町 - 杷木町
- （現・西鉄バス久留米）
  - 杷木町 - 東峰村
  - 杷木町 - うきは市 - 日田市（旧前津江村内）
- 日田バス
  - 急行 ： 朝倉街道駅 - 筑前町 - 甘木市 - 朝倉町 - 杷木町 - 日田市
  - 急行 ： 久留米市 - うきは市 - 杷木町 - 日田市

### 道路
高速道路
- 大分自動車道 ： 杷木インターチェンジ

一般国道
- 国道386号

主要地方道
- 福岡県道52号八女香春線

道の駅
- 原鶴

## 名所・旧跡・観光スポット・祭事・催事

### 観光スポット
- 原鶴温泉

### 史跡
- 杷木神龍石

### 祭事
- おしろい祭り
- 泥うち祭り
- 原鶴温泉川開き花火大会